# Yangibozir
Yangibozir (uzbeko: Yangibozor; russo Янгибазар), anche Yangibazar è una città dell'Uzbekistan. È il capoluogo del distretto di Yangibozir nella regione di Xorazm (Khorezm). La città si trova circa 25 km a nord di Urgench. L'Amu Darya scorre 5 km a est della città.